# كريستوفر غور (كاتب)
كريستوفر غور (بالإنجليزية: Christopher Gore)‏ هو كاتب سيناريو أمريكي، ولد في 10 أغسطس 1944 في فورت لودرديل في الولايات المتحدة، وتوفي في 18 مايو 1988 في سانتا مونيكا في الولايات المتحدة.

## وصلات خارجية
- كريستوفر غور على موقع IMDb (الإنجليزية)
- كريستوفر غور على موقع ميتاكريتيك (الإنجليزية)
- كريستوفر غور على موقع ألو سيني (الفرنسية)
- كريستوفر غور على موقع أول موفي (الإنجليزية)
- كريستوفر غور على موقع قاعدة بيانات برودواي على الإنترنت (الإنجليزية)
- كريستوفر غور على موقع قاعدة بيانات الأفلام السويدية (السويدية)
- كريستوفر غور على موقع قاعدة بيانات الفيلم (الإنجليزية)
- كريستوفر غور على موقع كينوبويسك (الروسية)